# Blas (localidad)
Blas es un caserío peruano ubicado en el distrito de Lancones, perteneciente a la provincia de Sullana del departamento de Piura, al norte del Perú. 

## Ubicación
Blas se ubica al norte de la provincia de Sullana, en el distrito de Lancones, en el departamento de Piura. Se ubica muy cerca a la frontera ecuatoriana-peruana.

## Demografía
En 2017 Blas tenía una población de 41 habitantes.
| Gráfica de evolución demográfica de Blas entre 1993 y 2017 |
|                                                            |
| Fuentes: Población 1993 y 2017                             |